# Pūrmehr
Pūrmehr (persiska: پُرمِهر, پورمهر) är en ort i Iran.   Den ligger i provinsen Ardabil, i den nordvästra delen av landet, 500 km nordväst om huvudstaden Teheran. Pūrmehr ligger 825 meter över havet och antalet invånare är 558.
Terrängen runt Pūrmehr är lite bergig. Runt Pūrmehr är det ganska tätbefolkat, med 70 invånare per kvadratkilometer. Närmaste större samhälle är Germī, 14,0 km väster om Pūrmehr. Trakten runt Pūrmehr består till största delen av jordbruksmark.